# Temelucha turcata
Temelucha turcata är en stekelart som beskrevs av Kolarov och Ahmet Beyarslan 1999. Temelucha turcata ingår i släktet Temelucha och familjen brokparasitsteklar. Inga underarter finns listade i Catalogue of Life.